# Hymeniacidon luxurians
Hymeniacidon luxurians är en svampdjursart som först beskrevs av Lieberkühn 1859.  Hymeniacidon luxurians ingår i släktet Hymeniacidon och familjen Halichondriidae. Inga underarter finns listade i Catalogue of Life.